# Чёка
Чёка (Чека, Чок) — река в Кыштовском районе Новосибирской области России. Устье реки находится в 318 км по правому берегу реки Тары. Длина реки — 295 км, площадь водосборного бассейна — 4010 км².

## Притоки
- 20 км: Большеречье
- 34 км: Талиновка
- 51 км: Турга
- 71 км: Ядкан
- 81 км: Большая Титовка
- 112 км: Крутая
- Колбаса
- Тынгиза
- 168 км: Китовка
- 206 км: Узас
- 213 км: Каинцас
- Косачевка
- 246 км: Арынцас

## Данные водного реестра
По данным государственного водного реестра России относится к Иртышскому бассейновому округу, водохозяйственный участок реки — Иртыш от впадения реки Омь до впадения реки Ишим, без реки Оша, речной подбассейн реки — бассейны притоков Иртыша до впадения Ишима. Речной бассейн реки — Иртыш.
Код объекта в государственном водном реестре — 14010100312115300005679.

## Интересные факты
На реке Чёка в несуществующей ныне деревне Шагирка происходит действие рассказа Бориса Нестеренко «Новогодняя трагедия».